# Vườn quốc gia Tatra, Ba Lan
Vườn Quốc gia Tatra (tiếng Ba Lan: Tatrzański Park Narodowy; viết tắt TPN) là một vườn quốc gia nằm ở núi Tatra ở Tatra County, trong khu vực Małopolskie-Małopolska, miền trung-nam Ba Lan. Công viên có trụ sở chính tại thị trấn Zakopane.
Dãy núi Tatra tạo thành một biên giới tự nhiên giữa Ba Lan ở phía bắc và Slovakia ở phía nam. Từ đầu thế kỷ XX, hai nước hợp tác trong những nỗ lực bảo vệ khu vực. Slovakia xây dựng một vườn quốc gia liền kề, được UNESCO công nhận là khu dự trữ sinh quyển xuyên biên giới.

## Địa lý
Núi
Núi Tatra phía tây của dãy núi Karpat, được chia thành hai phần: Tatry Wysokie và Tatry Zachodnie. Cảnh quan núi với đỉnh nhọn, sườn dốc, với nhiều hình thành đá.Rysy là đỉnh núi cao nhất ở Ba Lan, cao 2 499 m).
Hang động
Có khoảng 650 hang động trong công viên, trong đó hệ thống hang động Wielka Sniezna dài nhất với độ dài là 18 km; sâu nhất với độ sâu tối đa là 814 m. Khách tham quan được chiêm ngưỡng 6 hang thuộc hệ thống hang động Wielka Sniezna.
Nước
Dòng suối dài nhất đạt 20 km. Thác nước Wodogrzmoty Mickiewicza rất nổi tiếng đối với khách du lịch. Wielka Siklawa là thác nước cao nhất (70 mét).

## Sinh học và sinh thái

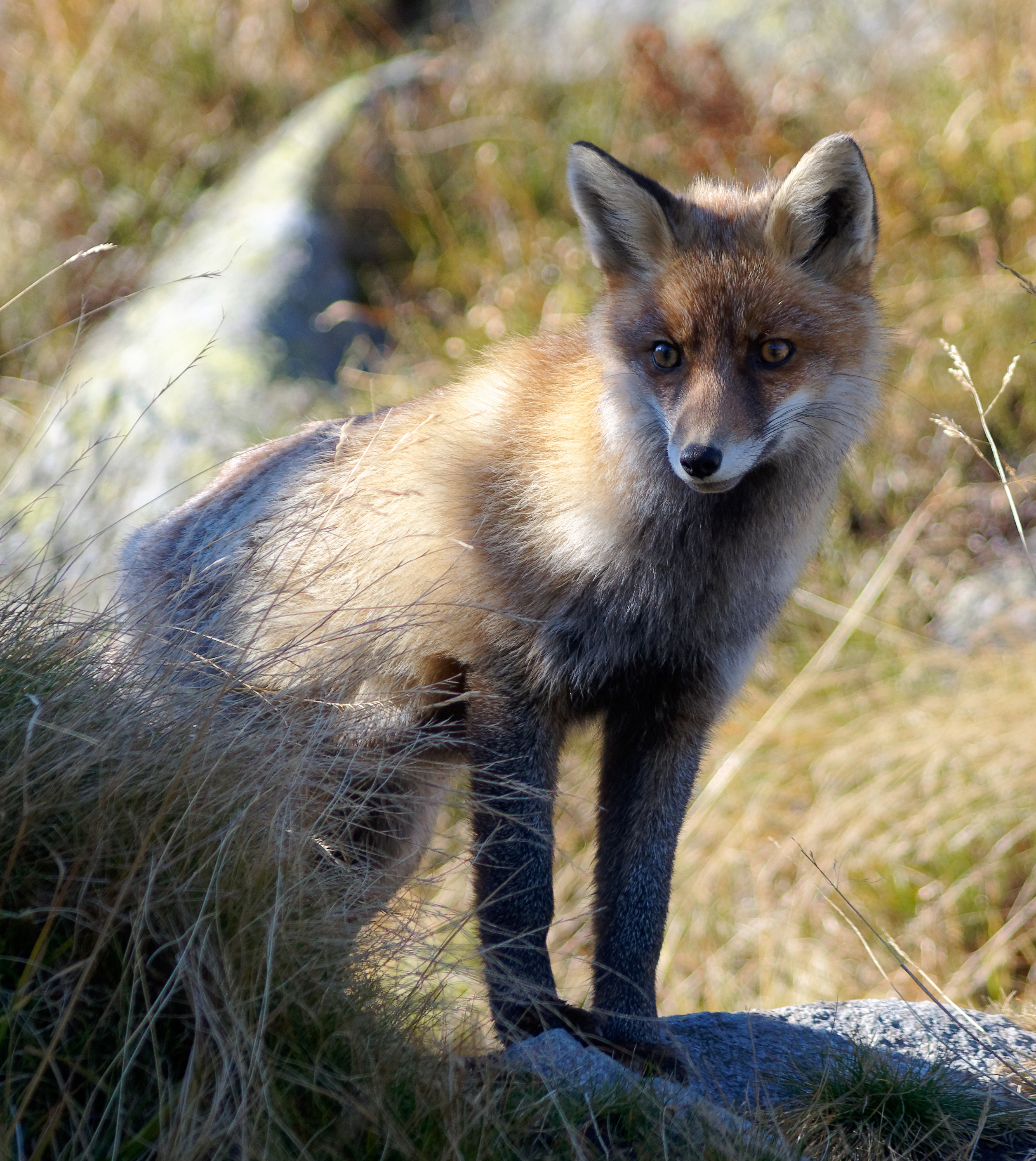
Cáo đỏ Á-Âu

### Hệ thực vật
Các loài điển hình của Vườn Quốc gia Tatra bao gồm thông Thụy Sĩ (Pinus cembra), Leontopodium nivale, Carlina acaulis, Abies alba, Dẻ gai châu Âu (Fagus sylvatica), Picea abies. Mùa xuân, những cánh đồng hoa Crocus vernus mọc lên tại Thung lũng Kościeliska.

### Hệ động vật
Vườn quốc gia chứa một số loài động vật đặc hữu, và nhiều loài có nguy cơ tuyệt chủng, cần được bảo vệ. Động vật bao gồm: sơn dương Tatra, sóc marmota, gấu nâu, linh miêu Á-Âu, sói xám, rái cá châu Âu, đại bàng đốm và chim cắt.

## Du lịch
Vườn quốc gia bắt đầu khai thác du lịch từ cuối thế kỷ 19. Đây là nơi có lượng khách tham quan nhiều nhất trong các vườn quốc gia ở Ba Lan.
Con đường mòn đi bộ dài hơn 270 km nằm trong khuôn viên Vườn Quốc gia Tatra.

## Ảnh

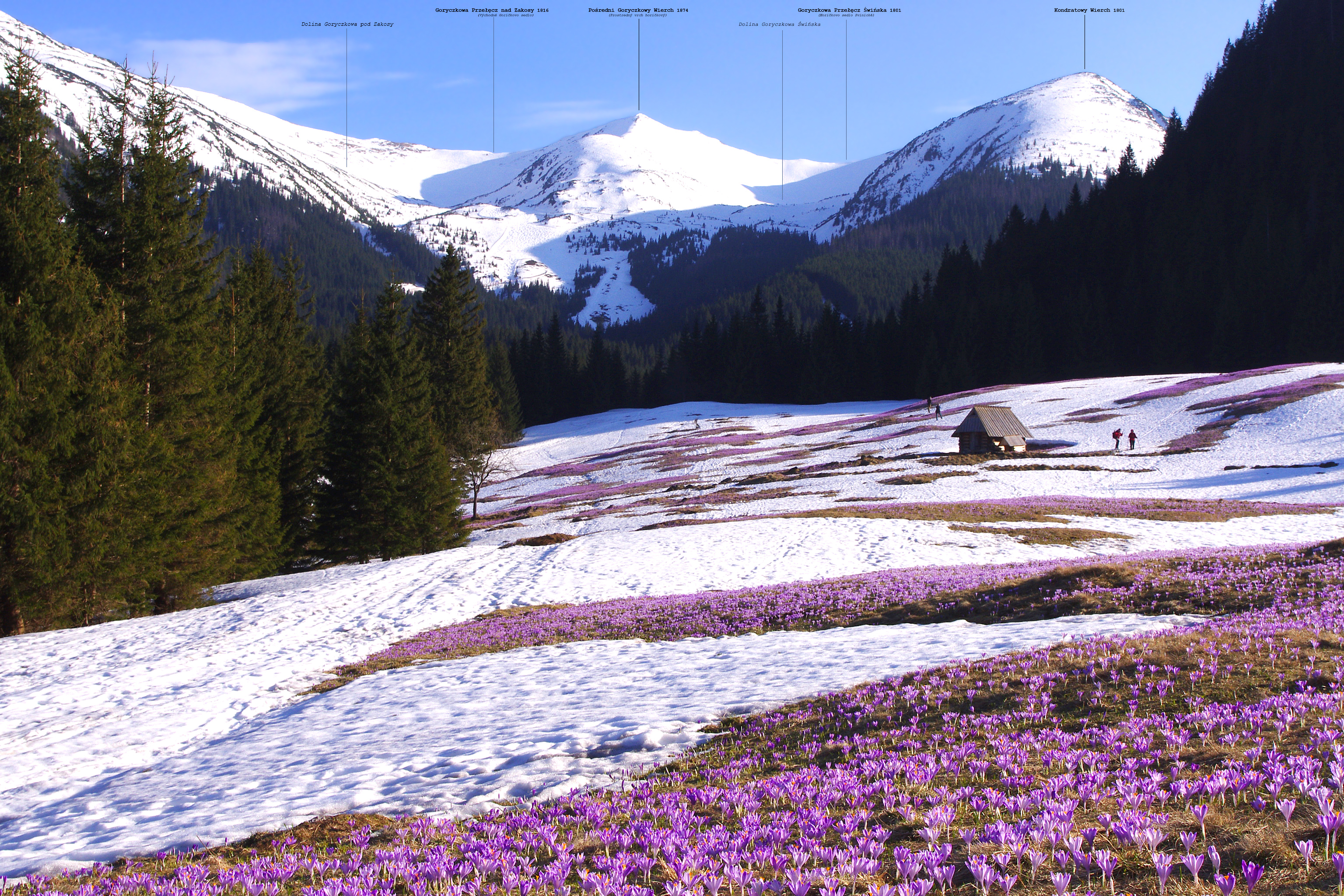
Cánh đồng hoa nghệ tây tại thung lũng Goryczkowa, Tây Tatras
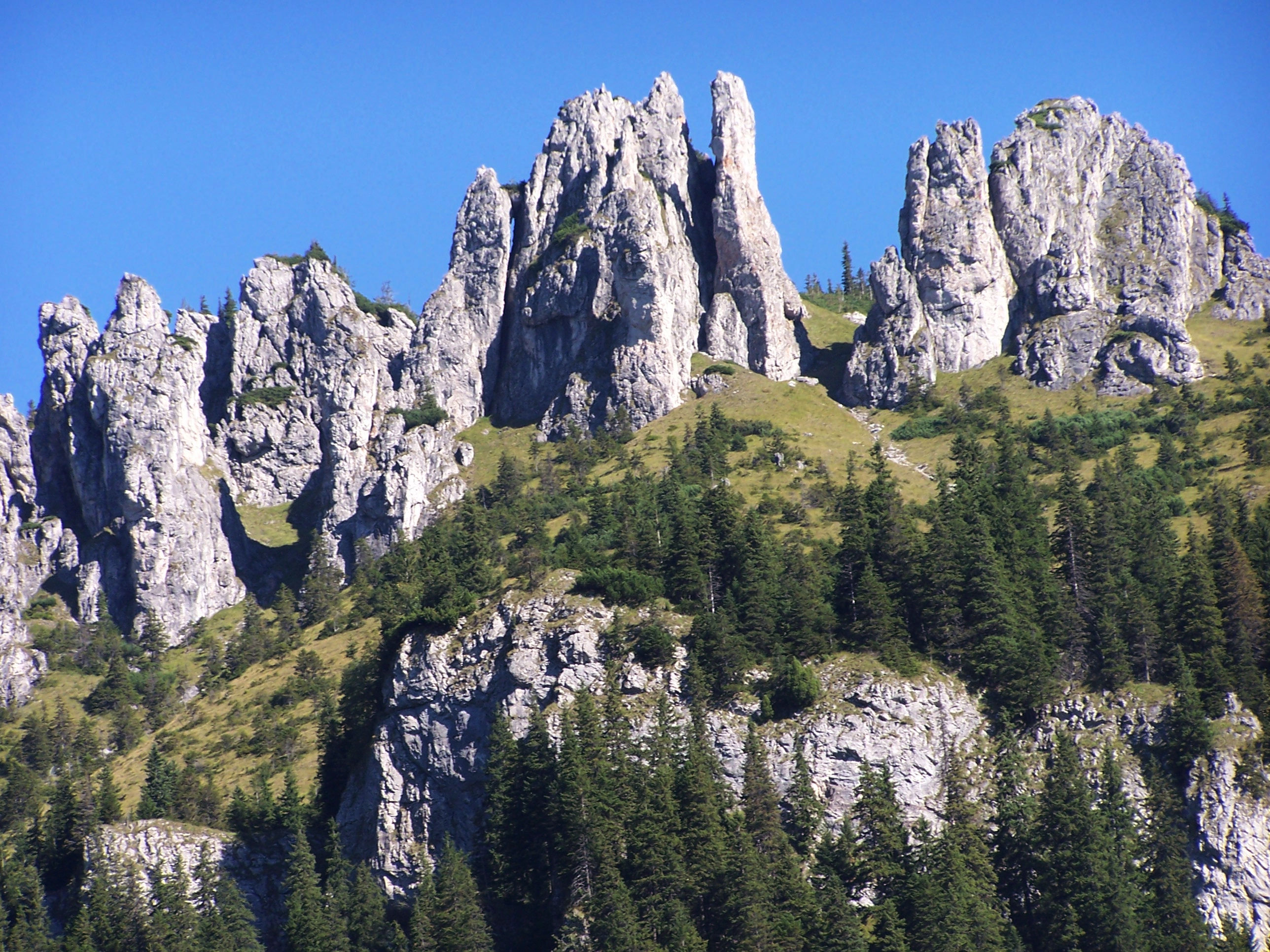
Mnichy Chochołowskie
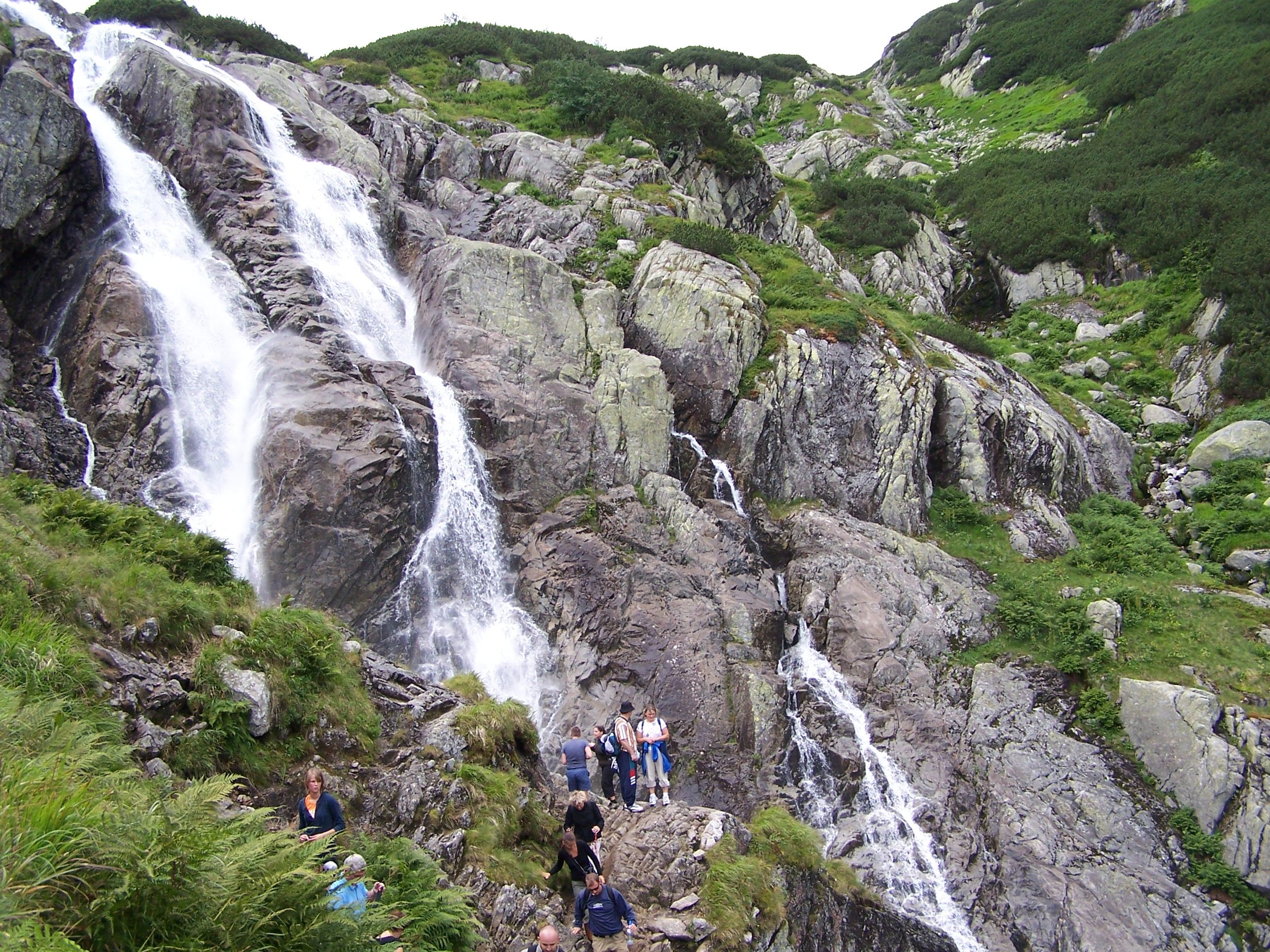
Thác Siklawa
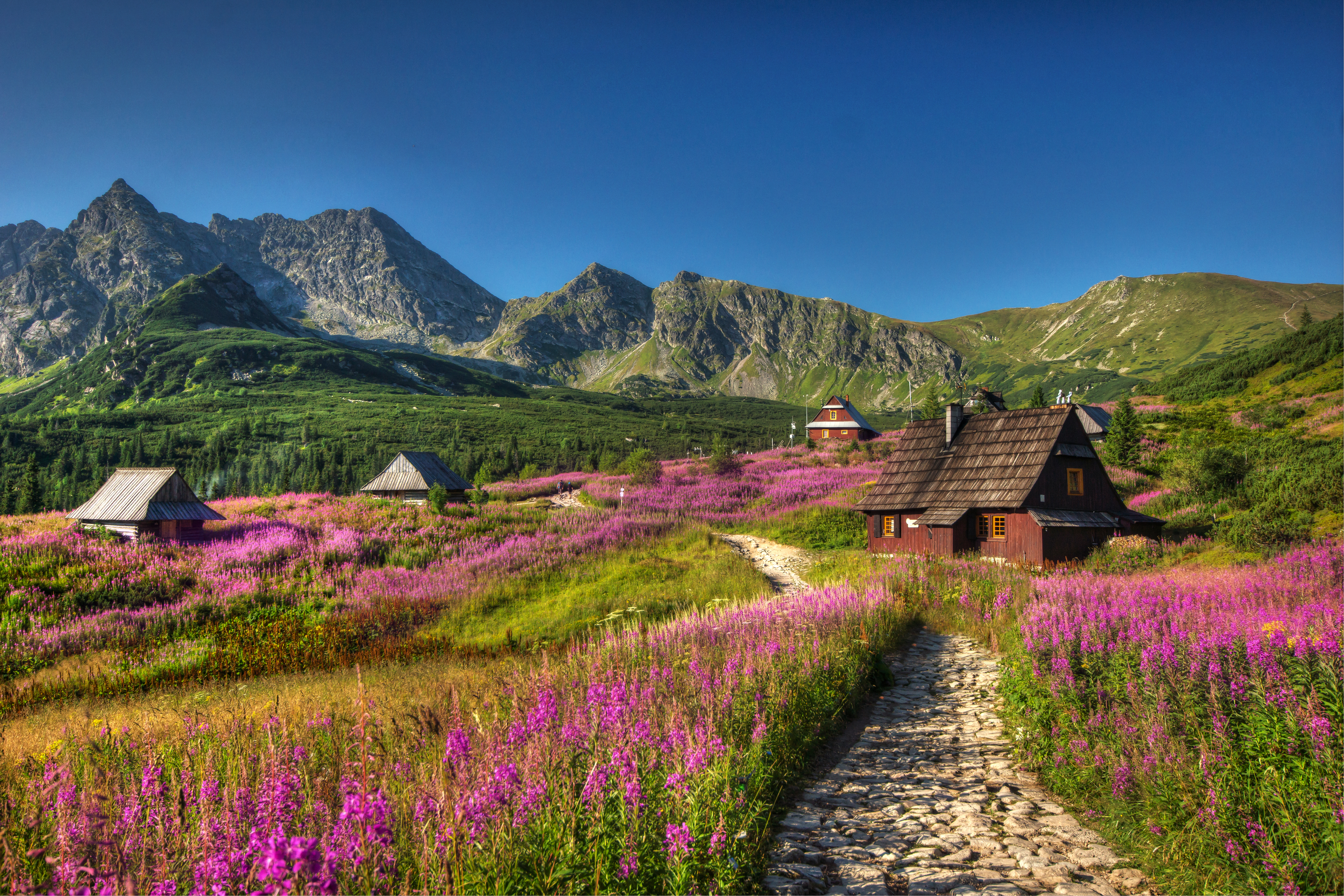
Hala Gąsienicowa
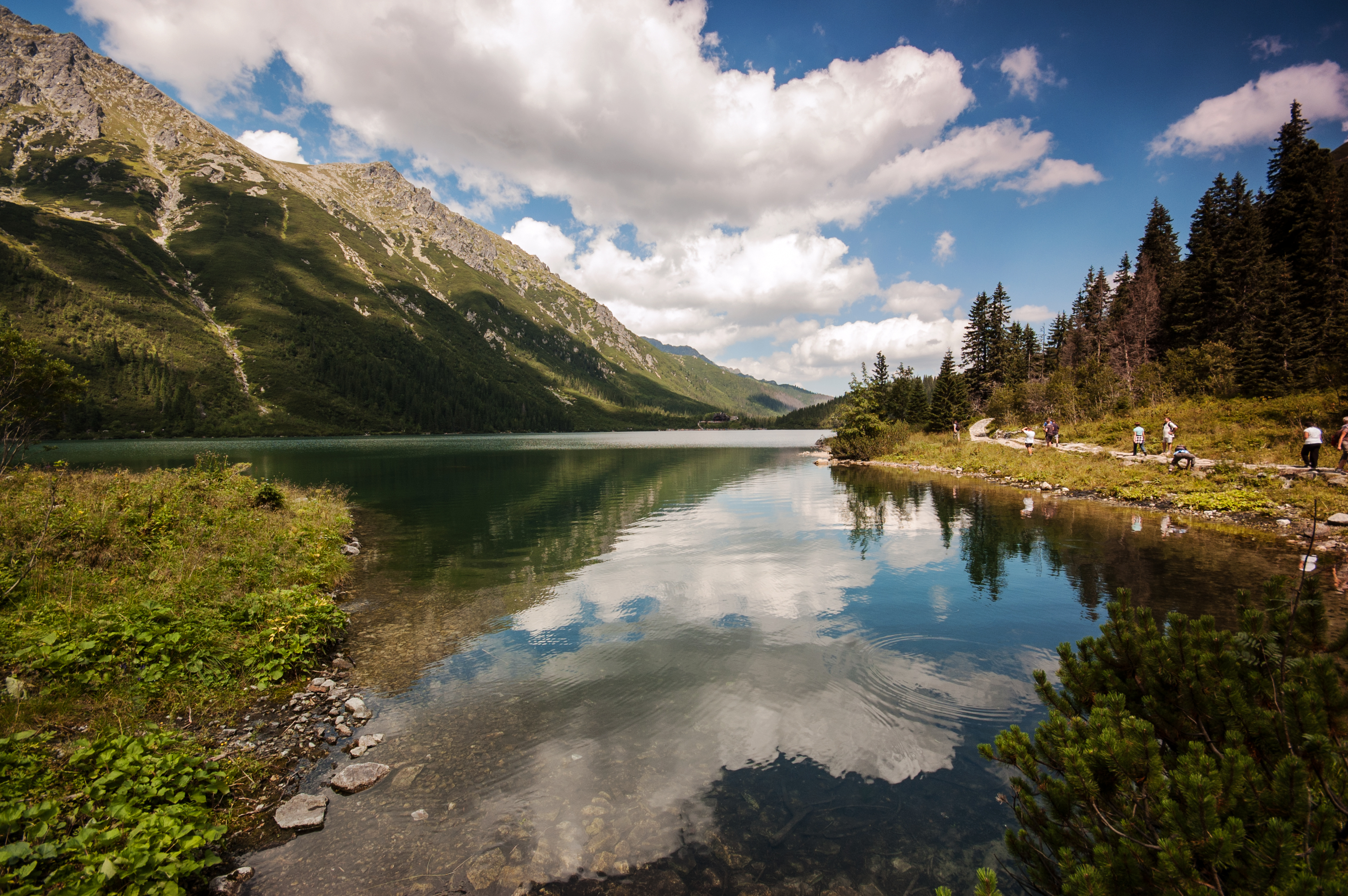
Hồ Morskie Oko
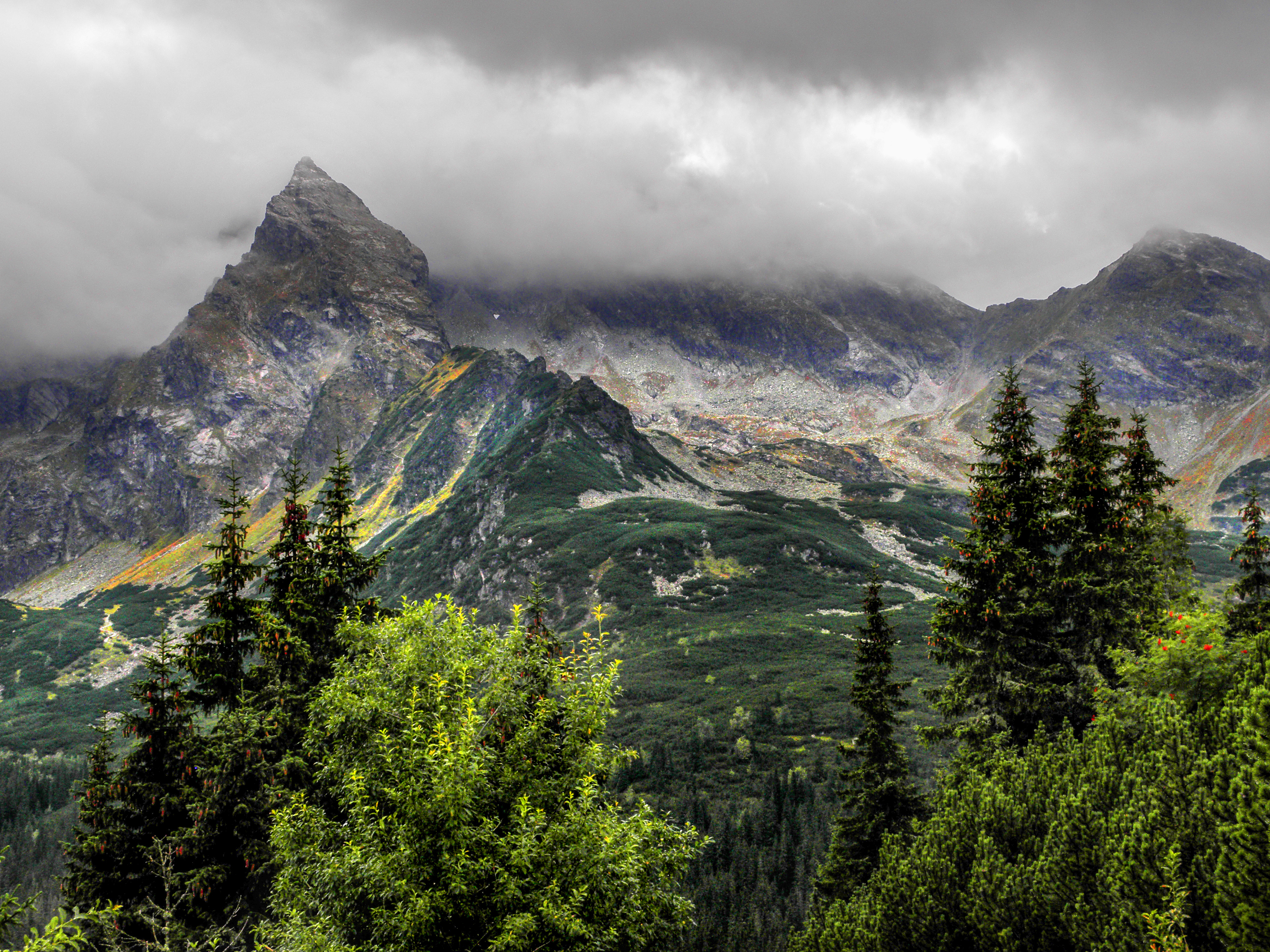
Kościelec, Tatras cao
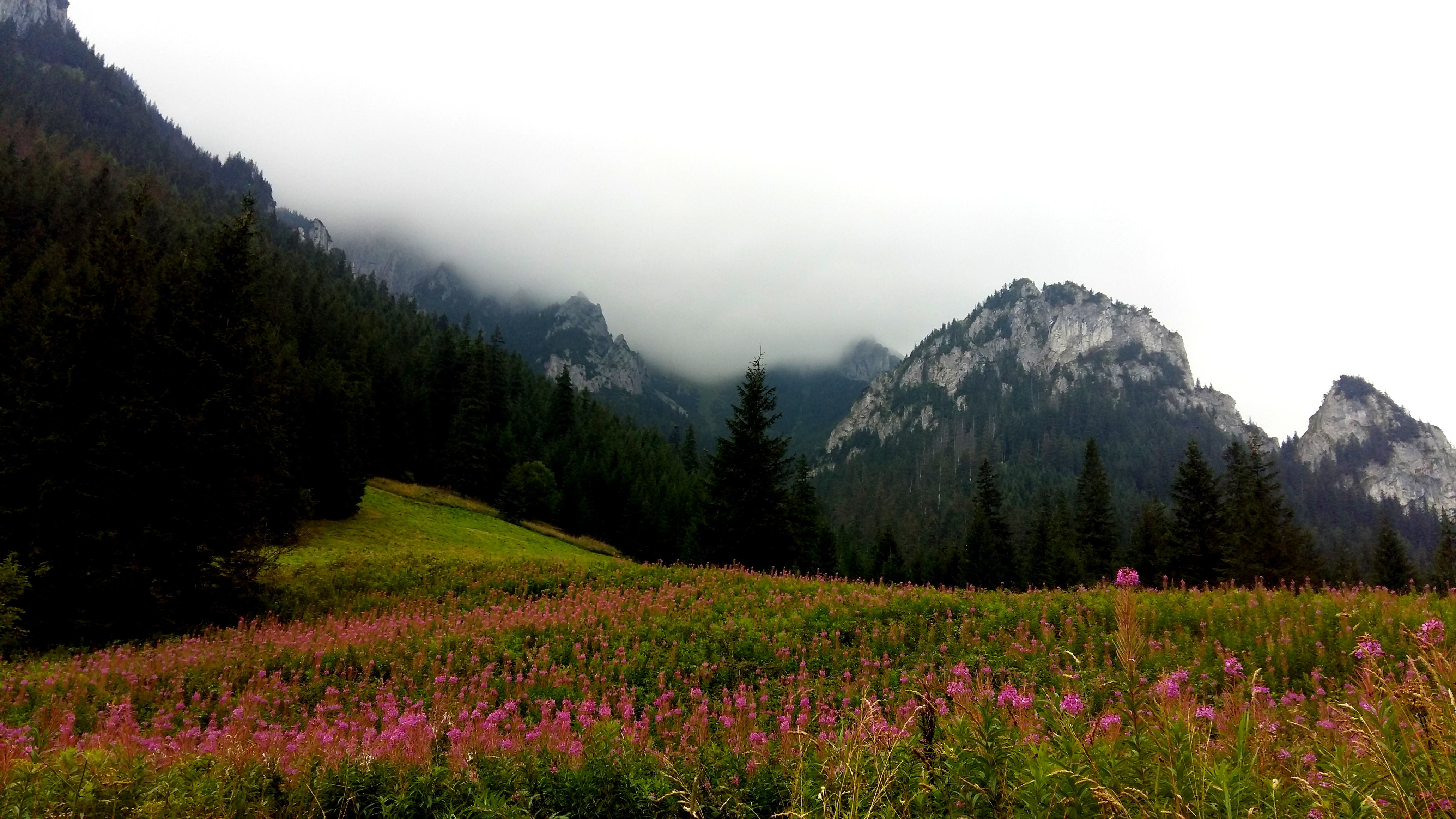
Phong cảnh núi Tatra
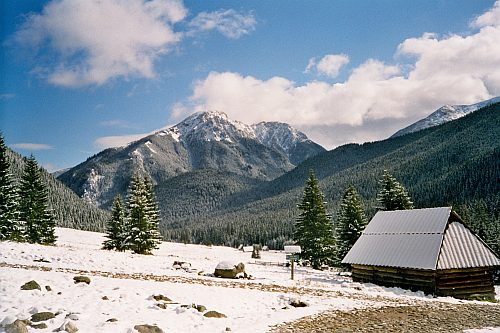
Thung lũng Chochołowska vào mùa đông
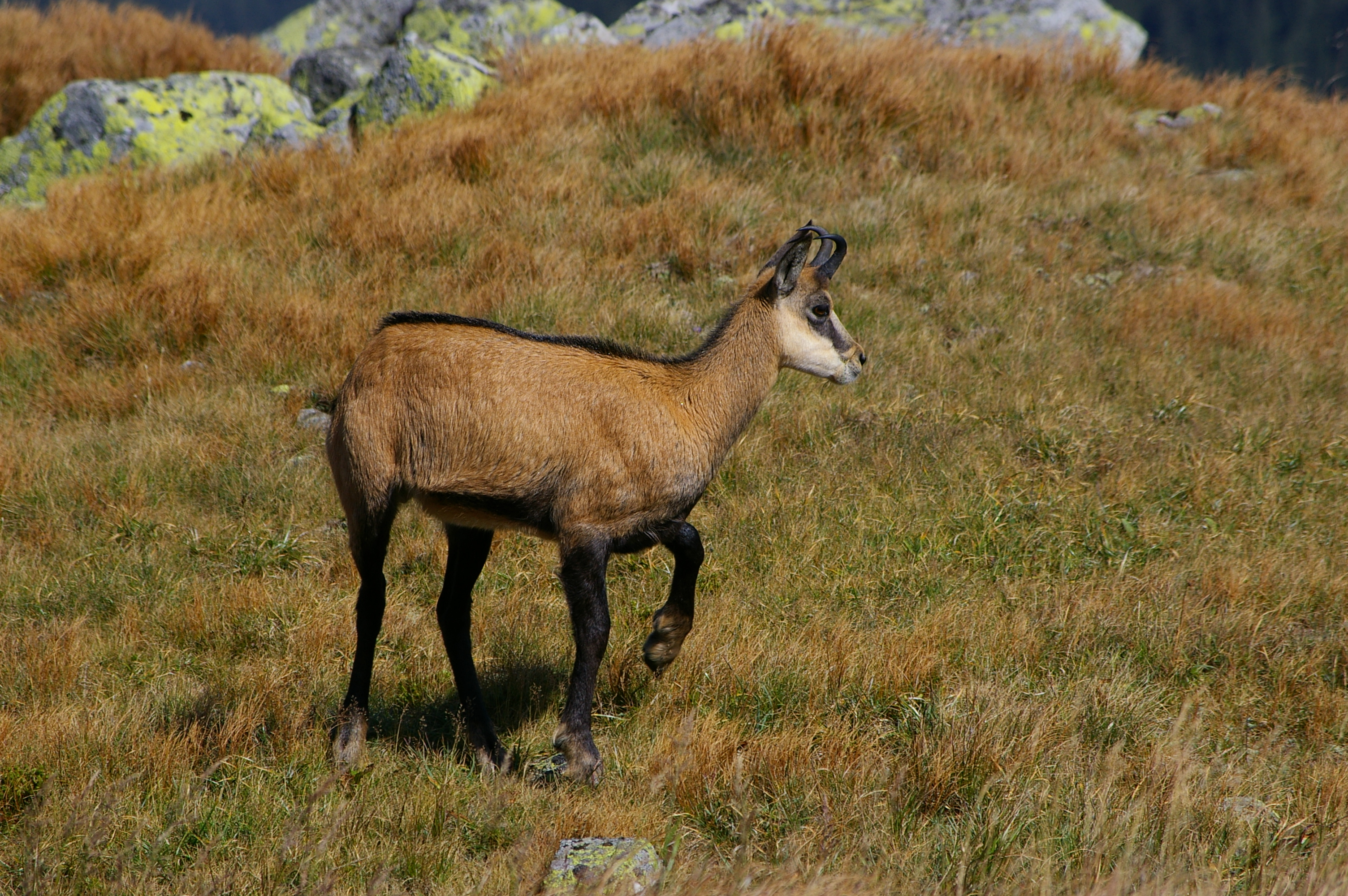
Một con sơn dương Tatra
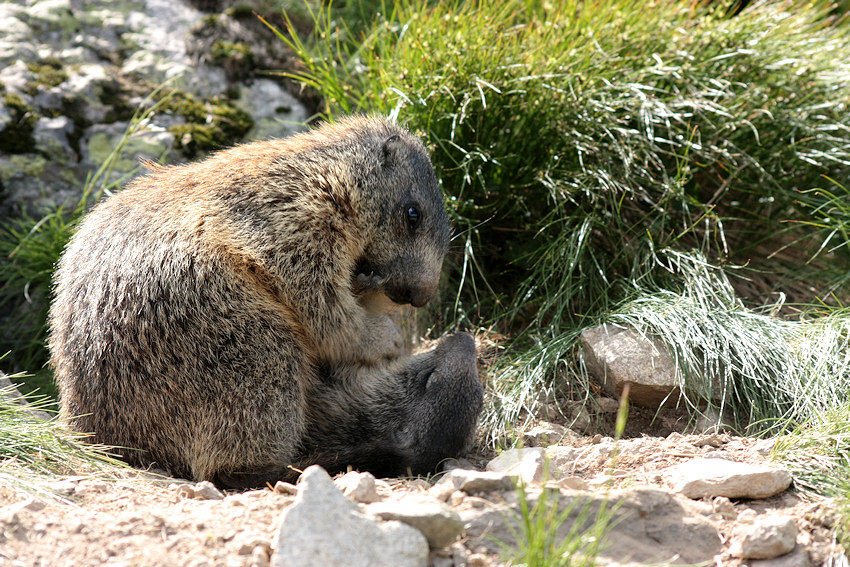
Sóc Marmot
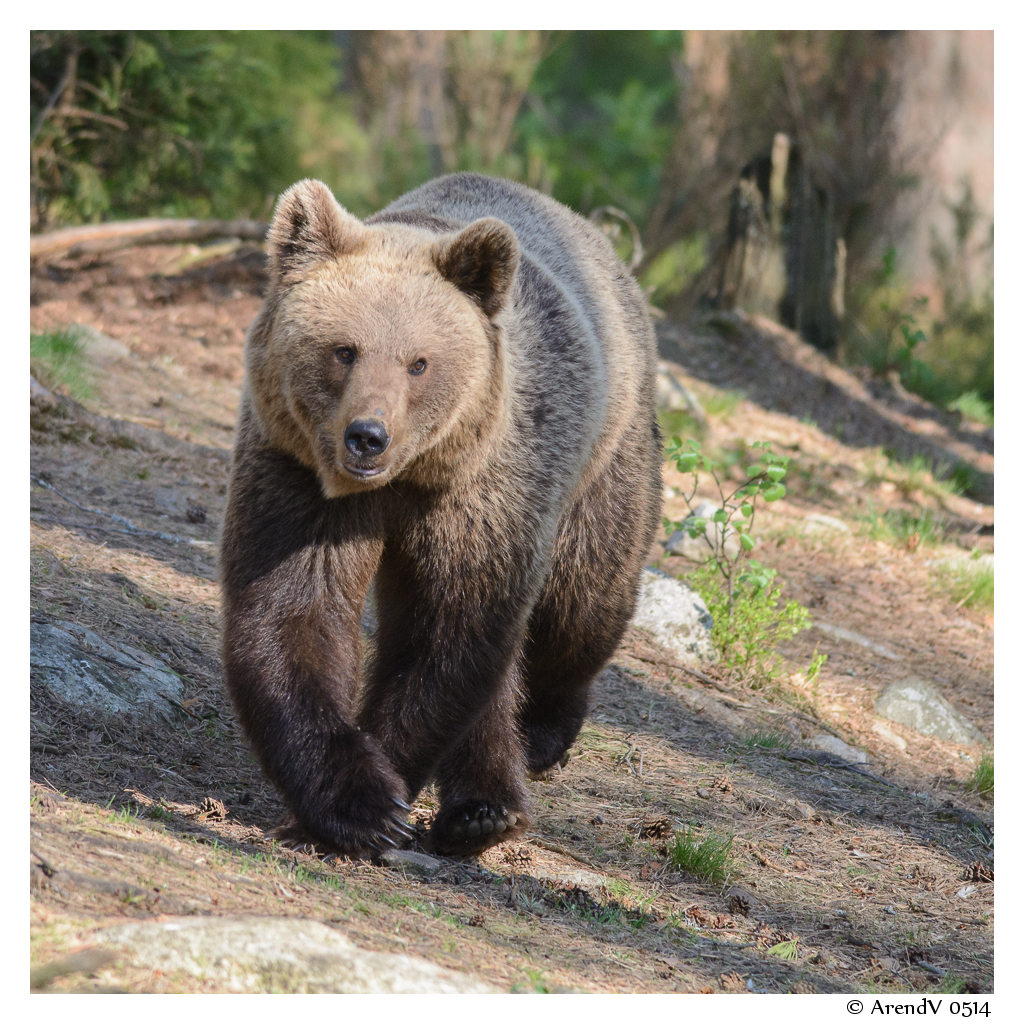
Gấu nâu Á-Âu
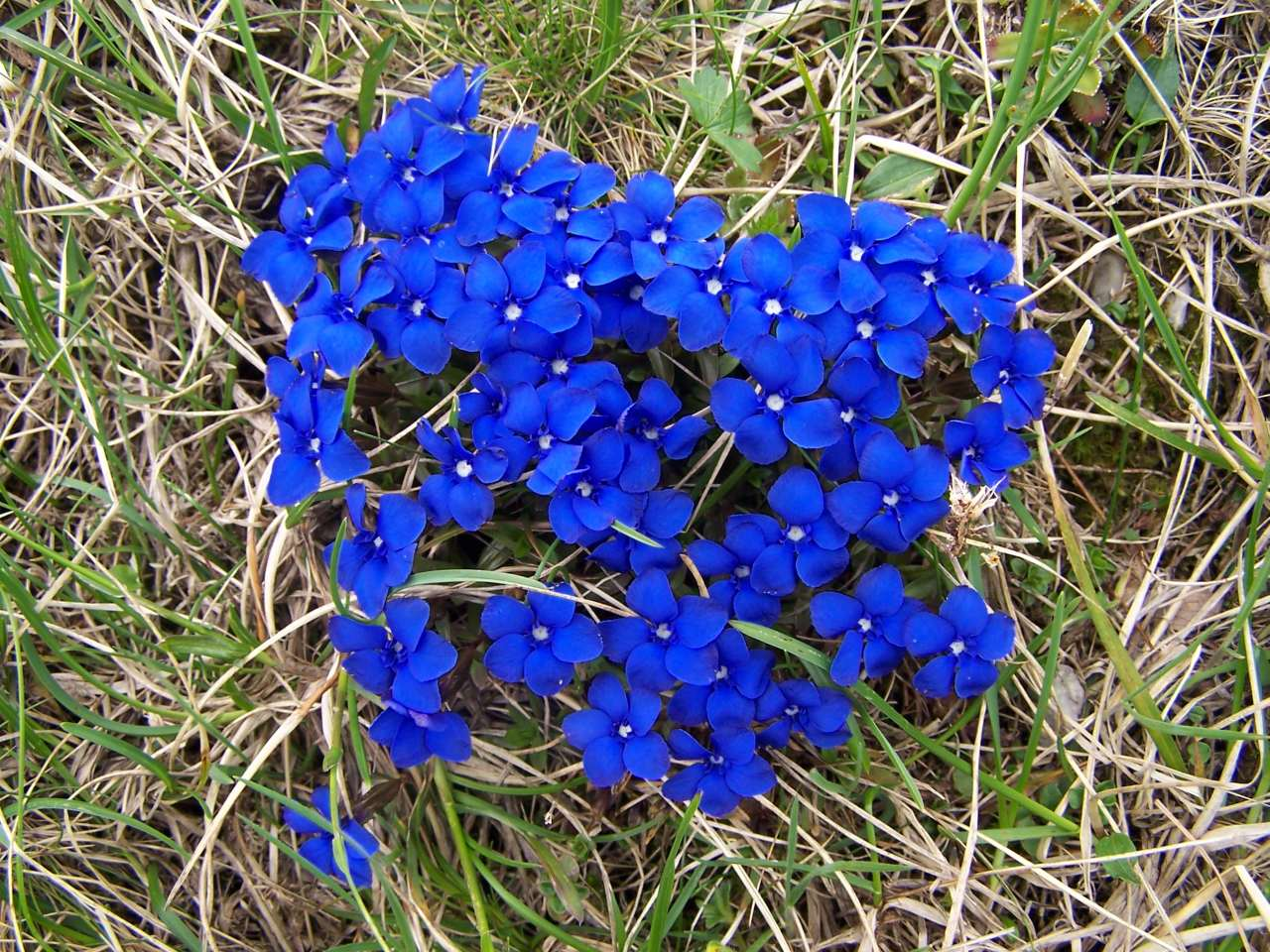
Gentiana verna